# シネマヴェーラ渋谷
シネマヴェーラ渋谷（シネマヴェーラしぶや）は、東京都渋谷区にある映画館。主に旧作を上映する名画座である。内藤篤が館主、妻の由美子が支配人を務めている。

## 歴史
ユーロスペースの代表取締役である堀越謙三と知り合いだった内藤篤が、堀越の自社ビル計画に加わることにより、映画館の開館に向けて動き始めた。内藤の本職は弁護士であり、エンターテインメント関係の法務などを担当している。「同じビルに入っているユーロスペースのオーナーとは昔から親しく、ある時、僕が一つのスクリーン、ユーロスペースが二つのスクリーンを持って同じビルで映画館を開かないかと持ちかけたら、良い返事が戻ってきたんです。そして最終的には、やはり同じビルに入っているQ-AXシネマとも連合して開設に踏み切ることになりました」と回顧している。
映画館を開館した理由について、内藤は、1990年代から2000年代にかけて名画座が減少したことに対して「個人的な危機感が募った」ことを挙げている。また、闘病生活を送った経験を持ち、「そうやって一度拾った人生なんだから、あとは好きなことをやろうみたいなものがありました」とも述べている。
館名の「シネマヴェーラ」は造語であり、イタリア語などで「春」を意味する「プリマヴェーラ (Primavera)」に由来している。
2006年1月14日にオープンした。こけら落としは「北野武/ビートたけし レトロスペクティヴ」特集上映だった。
オープン当時は、内藤篤がプログラム編成を担当して、彼の知人が支配人を務めていた。妻の内藤由美子は主婦であったが、子育てと親の介護が一段落した後、チラシの作成、人事、経理、プログラム編成などを担当するようになり、やがて支配人に就任した。夫妻は「全ジャンルに貴賎なし」をモットーに掲げている。
元々は日本映画を上映していたが、外国映画を上映することが少しずつ増えていった。2008年より、不定期に「映画史上の名作」特集上映が開催されている。
同じ建物内に入居しているユーロスペースは、別の映画館であるが、両館共通の会員制度を採用している。

## 関連文献
- 内藤篤『円山町瀬戸際日誌 名画座シネマヴェーラ渋谷の10年』羽鳥書店、2015年。ISBN 9784904702598。